# Hlavní plán výroby
Hlavní plán výroby (anglicky master production schedule, ve zkratce MPS) je navržený a schválený plán výroby, z něhož ve výrobním podniku vychází plánování potřeby materiálu (MRP). MPS obsahuje konkrétní vyráběné položky, jejich množství a termíny, ve kterých je podnik plánuje vyrábět. Musí respektovat předpovědi, rámcový plán a další důležitá fakta, jako skluzy ve výrobě, dostupnost materiálu a kapacit, strategii a cíle podnikového vedení.
Hlavní plán výroby (MPS) určuje konkrétní výrobky, které se vyrobí, termíny, kdy se vyrobí, a množství, v jakých se vyrobí. Pro podnik je to předpokládaný rozvrh vytváření jeho produktů. Není to deklarace poptávky ani předpověď prodeje. Od předpovědi se liší v tom, že respektuje kapacitní omezení a zohledňuje výrobní náklady i další zdroje. V důsledku toho MPS může specifikovat větší výrobní dávku i když existuje požadavek jen na jediný kus anebo se výroba může realizovat v předstihu, aby se lépe využily výrobní kapacity. Do výroby se dokonce může pustit i výrobek, na který není žádná předpověď.

## Souvislost s nadřazenými plány
MPS specifikuje konkrétní výrobky pomocí jejich číselných označení, pro něž existují kusovníky. Musí se z něj dát odvodit, jaké díly a materiály budou k výrobě zapotřebí. Nemůže se proto vyjadřovat v korunách nebo jiných obecných jednotkách. Položky zařazované do MPS někdy dokonce výhodně využívají modulární nebo plánovací kusovníky, které jsou pro lidi mimo výrobu zcela nesrozumitelné. V důsledku toho je MPS příliš detailní, nepřehledný a pro komunikaci výroby s jinými útvary (finance, prodej, marketing) ani pro rozhodování vrcholového vedení se nehodí.

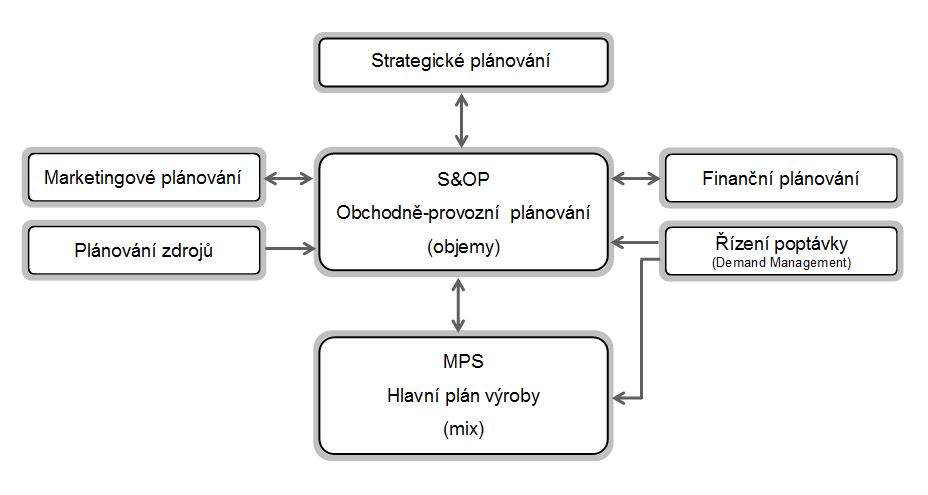
Plánování ve výrobním podniku

Pro tyto účely si výrobní podniky vytvářejí jiný plán, označovaný jako rámcový, někdy též agregátní, nebo podle zavedené anglické terminologie Sales and Operation Plan (S&OP), v překladu obchodně-provozní plán. Obchodně-provozní plánování vychází ze strategických cílů a vrcholovému vedení poskytuje klíčové vazby ke koordinaci různých plánovacích aktivit ve firmě. Tyto vazby ukazuje obrázek vpravo. Plán S&OP není sestaven pro jednotlivé výrobky, ale obvykle pro zvládnutelný počet (6 až 12) výrobkových řad (rodin výrobků, anglicky product families). Schvaluje se na poradách vedení, konaných pravidelně každý měsíc, a definuje agregovaná množství výstupů za měsíc, vyjádřená často ve finanční hodnotě vyprodukovaných výrobků nebo v tunách nebo v normohodinách výrobních dělníků. Podstatné je, aby šlo o nějaké společně chápané a homogenní jednotky, které lze udržet v souladu s ostatními plány v podniku. S&OP určuje po měsících, v jakých objemech a jakým tempem se budou vyrábět výrobkové rodiny, zatímco MPS určuje po týdnech nebo dnech, jak bude vypadat mix jednotlivých konkrétních výrobků a v jakém pořadí a pro jaké zakázky se budou vyrábět.  S&OP vzniká v součinnosti různých podnikových útvarů a po schválení vrcholovým vedením slouží jako podklad pro hlavního plánovače, který podle něj vytváří a aktualizuje hlavní plán výroby.

## Funkce hlavního plánu výroby (MPS)
Přestože většinu funkcí MPS fakticky obstarává systém ERP, v němž je MPS obsažen, je pro uživatele cenná aspoň základní znalost toho, jak to celé funguje. Jinak nevědí, co od systému mohou a co naopak nemohou chtít, a nedokáží zhodnotit, jestli se informační systém v podniku správně využívá. Základem při tvorbě a aktualizaci MPS je časově fázovaný záznam (time-phased record), který lze snadno zpracovávat na počítači.

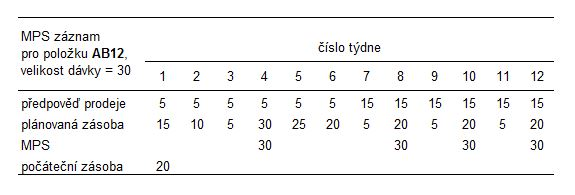
Příklad záznamu MPS

Zjednodušený příklad ukazuje obrázek vpravo. Záznam se týká jedné konkrétní vyráběné položky a obsahuje několik řádků s různými hodnotami rozepsanými do dvanácti týdnů. Týden číslo 1 je právě teď, v dalších sloupcích jsou zaznamenány předpokládané hodnoty příštích týdnů. Celý záznam se v čase posouvá - příští pondělí hodnoty ze sloupce 1 zmizí, zbytek se posune o jedno místo vlevo a na konci se vynoří nové hodnoty pro týden 12. Všechny hodnoty (kromě počáteční zásoby) se vztahují ke konci příslušných týdnů. Předpověď prodeje říká, že v prvních šesti týdnech se prodá vždy 5 ks položky AB12, dál pak týdně 15 ks. Bude-li to splněno, zásoby položky se budou měnit podle druhého řádku. Řádek MPS ukazuje, že na konci čtvrtého týdne výroba dodá jednu výrobní dávku, tj. 30 ks. Řádek MPS ukazuje množství a termíny, kdy se má výroba položky dokončit. Údaje o tom, kdy se má výroba potřebných dílů zahájit, jsou obsaženy v systému MRP. V tomto smyslu tedy MPS řídí chování systému MRP.
Předpověď prodeje pochází od pracovníků prodeje, řádek MPS zadává plánovač, počáteční zásoba je z databáze ERP a plánovanou zásobu systém vypočítává. Přestože je k dispozici rozpis na 12 týdnů dopředu, jak to v budoucnosti opravdu dopadne se samozřejmě neví. Bude-li se týdně prodávat třeba 10 ks místo 5, leccos se změní. Plánovaná zásoba se může dostat i do záporných čísel, což signalizuje potenciální problém. Nemusí to být problém skutečný, protože prodeje možná zase náhle klesnou, ale může být. Je zřejmé, že MPS se neustále proměňuje. Transakce v ERP zaznamenávají skutečné prodeje a skutečnou výrobu, marketing resp. prodej může měnit své předpovědi a plánovač může zásahy do řádku MPS ovlivňovat zadání pro nákup a výrobu. Musí však postupovat opatrně, protože takové zásahy mohou nepříznivě ovlivnit výši zásob, využití výrobních kapacit, spokojenost zákazníků i finanční výsledky podniku. A každopádně musí dodržet objemy výroby předepsané ve výše popisovaném obchodně-provozním plánu, který by právě tomu měl zabránit.

## Slibování termínů dodávek
U mnoha výrobků zákazník neočekává okamžité dodání, ale objednává je na nějaký pozdější termín. Tento dodací termín (přislíbené datum dodání) se dohaduje při vyjednávání o zakázce. Zákazník se buď ptá, kdy mu požadovaný produkt může být dodán, nebo přímo uvádí požadované datum dodání.
S údaji, které má informační systém k dispozici, je možné zákazníkovi kvalifikovaně odpovědět. Schematicky to ukazuje příklad na připojeném obrázku.

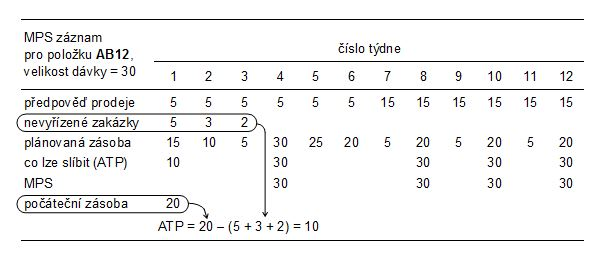
Příklad záznamu MPS
s rozšířením o funkci co lze slíbit

Do záznamu MPS přibyly dva nové řádky: nevyřízené zakázky ukazují množství, která mají být v daných týdnech dodána konkrétním zákazníkům, a informaci co lze slíbit (anglicky Available To Promise, ATP) si pracovníci prodeje mohou zobrazit při jednání s novým zájemcem o výrobek AB12. Obrázek předvádí jednoduchý výpočet, jehož výsledek říká, že na konec tohoto týdne lze zákazníkovi slíbit dodávku 10 ks (kvůli zjednodušení tento příklad zanedbává dobu potřebnou pro dodání zboží z výroby k zákazníkovi). Jakmile se nová zakázka zadá do systému, hodnota ATP klesne na nulu.
Při sestavování hlavního plánu výroby se obvykle vychází z odhadů a předpovědí, které jsou pak postupně nahrazovány konkrétními zakázkami, jež podnik dostává. Dá se říci, že skutečné zakázky postupně „konzumují“ původní předpovědi. Při propočtech toho, co lze slíbit, bere systém v úvahu pouze skutečné zakázky a výrobu naplánovanou v MPS, jelikož předpovědi jsou vždy nejisté. Mechanismus co lze slíbit přitom zaručuje, že se zákazníkům neslibuje nic, co by se nedalo splnit. Skutečné zakázky jsou rezervované (řádek nevyřízené zakázky) nebo očekávané (řádek předpověď prodeje), řádek plánovaná zásoba dává signály k zadávání dávek do MPS. Jakmile je nějaké množství do řádku MPS přidáno, generuje plánované zásoby, které lze slibovat zákazníkům.

## Hlavní plánovač výroby
Přestože jsou zde uvedené příklady silně zjednodušené, je zjevné, že práce s MPS je docela náročná. V podniku ji zastává hlavní plánovač výroby (Master production scheduler), což je důležitá a zodpovědná funkce. Je to osoba primárně zodpovědná za veškeré dodatky a změny v MPS záznamech. Zodpovídá také za rozpad S&OP plánu do MPS, který se v součtu všech detailních požadavků musí krýt s naplánovanými objemy S&OP. Plánovač zjišťuje a hodnotí dopady změn na MPS, pomáhá s analýzami typu „co když“ a informuje vedení vždy, když situace vyžaduje rozhodnutí, které není v jeho pravomoci.
Mnohé jeho aktivity spočívají v řešení konkurenčních požadavků na omezené kapacity. V MPS se plánuje mnoho položek současně a je jasné, že když více záznamů MPS vykazuje ke konci plánovacího horizontu záporné hodnoty plánovaných zásob, bude nutné přijmout nějaké kompromisy. Všechno se nedá naplánovat najednou. Je-li naléhavých případů moc, možná bude nutná zpětná vazba na marketing, aby se našlo řešení například v navýšení kapacit (třeba rozpočtů na přesčasy).
Součástí funkce je i monitorování výsledků a plnění plánu MPS, a pravidelné shrnutí pro vyšší manažery. Aby plánovač mohl efektivně fungovat, musí být také splněny další předpoklady, jak organizační, tak technické. Transakce s dopadem do MPS se odehrávají v různých částech podniku a záleží na dělbě práce a přesnosti. Kritická je kvalita údajů v databázi ERP (kusovníky, zásoby, atd.).

## Stabilita plánu MPS
Jakkoli pro počítačový systém není problém úkoly pro výrobu kdykoli podle potřeby přeplánovat, je ve skutečnosti stabilita hlavního plánu velmi důležitá. Stabilní MPS se projeví zlepšenou výkonností výrobního provozu a naopak, příliš mnoho změn v MPS snižuje produktivitu a stojí peníze.
Proto se vždy zavádějí ještě dodatečná pravidla, která provádění změn v MPS v určitých časových obdobích různě omezují nebo zcela zakazují. Navíc navyšování výroby v blízké budoucnosti je nemožné z principu. V MPS se sice nepracuje s průběžnými dobami výroby ani nákupu, ty se ovšem uplatní, jakmile je spuštěno MRP. Přidat novou dávku například do příštího týdne je v MPS zdánlivě možné, ale MRP vzápětí začne doporučovat nákupy materiálů a výrobní příkazy dílů s nereálnými termíny dokončení, spadajícími hluboko do minulosti. Dodavateli samozřejmě nelze odeslat objednávku, kde se požaduje dodání před měsícem, a s vlastní výrobou je to stejné.